# Кейв-Спрінг (Джорджія)
Кейв-Спрінг (англ. Cave Spring) — місто (англ. city) в США, в окрузі Флойд штату Джорджія. Населення — 1174 особи (2020).

## Географія
Кейв-Спрінг розташований за координатами 34°6′19″ пн. ш. 85°20′23″ зх. д. / 34.10528° пн. ш. 85.33972° зх. д. (34.105301, -85.339779).  За даними Бюро перепису населення США в 2010 році місто мало площу 10,53 км², з яких 10,49 км² — суходіл та 0,04 км² — водойми.

## Демографія
Згідно з переписом 2010 року, у місті мешкало 1200 осіб у 476 домогосподарствах у складі 302 родин. Густота населення становила 114 особи/км².  Було 555 помешкань (53/км²).
Расовий склад населення:
| - 84,7 % — білих - 12,9 % — чорних або афроамериканців - 0,6 % — азіатів - 0,2 % — вихідців з тихоокеанських островів |

До двох чи більше рас належало 1,0 %. Частка іспаномовних становила 2,0 % від усіх жителів.
За віковим діапазоном населення розподілялося таким чином: 24,5 % — особи молодші 18 років, 57,7 % — особи у віці 18—64 років, 17,8 % — особи у віці 65 років та старші. Медіана віку мешканця становила 40,9 року. На 100 осіб жіночої статі у місті припадало 91,1 чоловіків;  на 100 жінок у віці від 18 років та старших — 89,5 чоловіків також старших 18 років.
Середній дохід на одне домашнє господарство  становив 45 107 доларів США (медіана — 36 429), а середній дохід на одну сім'ю — 55 206 доларів (медіана — 47 868). Медіана доходів становила 40 556 доларів для чоловіків та 36 667 доларів для жінок. За межею бідності перебувало 23,2 % осіб, у тому числі 23,8 % дітей у віці до 18 років та 24,5 % осіб у віці 65 років та старших.
Цивільне працевлаштоване населення становило 443 особи. Основні галузі зайнятості: освіта, охорона здоров'я та соціальна допомога — 36,3 %, мистецтво, розваги та відпочинок — 11,7 %, виробництво — 10,8 %.